# Liste der Biografien/Jow
Liste der Biografien |
Portal Biografien |
Personensuche
# |
A |
B |
C |
D |
E |
F |
G |
H |
I |
J |
K |
L |
M |
N |
O |
P |
Q |
R |
S |
T |
U |
V |
W |
X |
Y |
Z |
?
 
Ja |
Jb |
Jd |
Je |
Jh |
Ji |
Jj |
Jl |
Jn |
Jm |
Jo |
Jp |
Jr |
Js |
Jt |
Ju |
Jv |
Jw |
Jy
 
Joa–Jog |
Joh |
Joi–Jom |
Jon |
Joo |
Jop |
Jor |
Jos |
Jot |
Jou |
Jov |
Jow |
Jox |
Joy |
Joz
Die Liste der Biografien führt alle Personen auf, die in der deutschsprachigen Wikipedia einen Artikel haben. Dieses ist eine Teilliste mit 18 Einträgen von Personen, deren Namen mit den Buchstaben „Jow“ beginnt.

## Jow
- Jow, Malese (* 1991), US-amerikanische Schauspielerin und SängerinMalese Jow (* 1991)

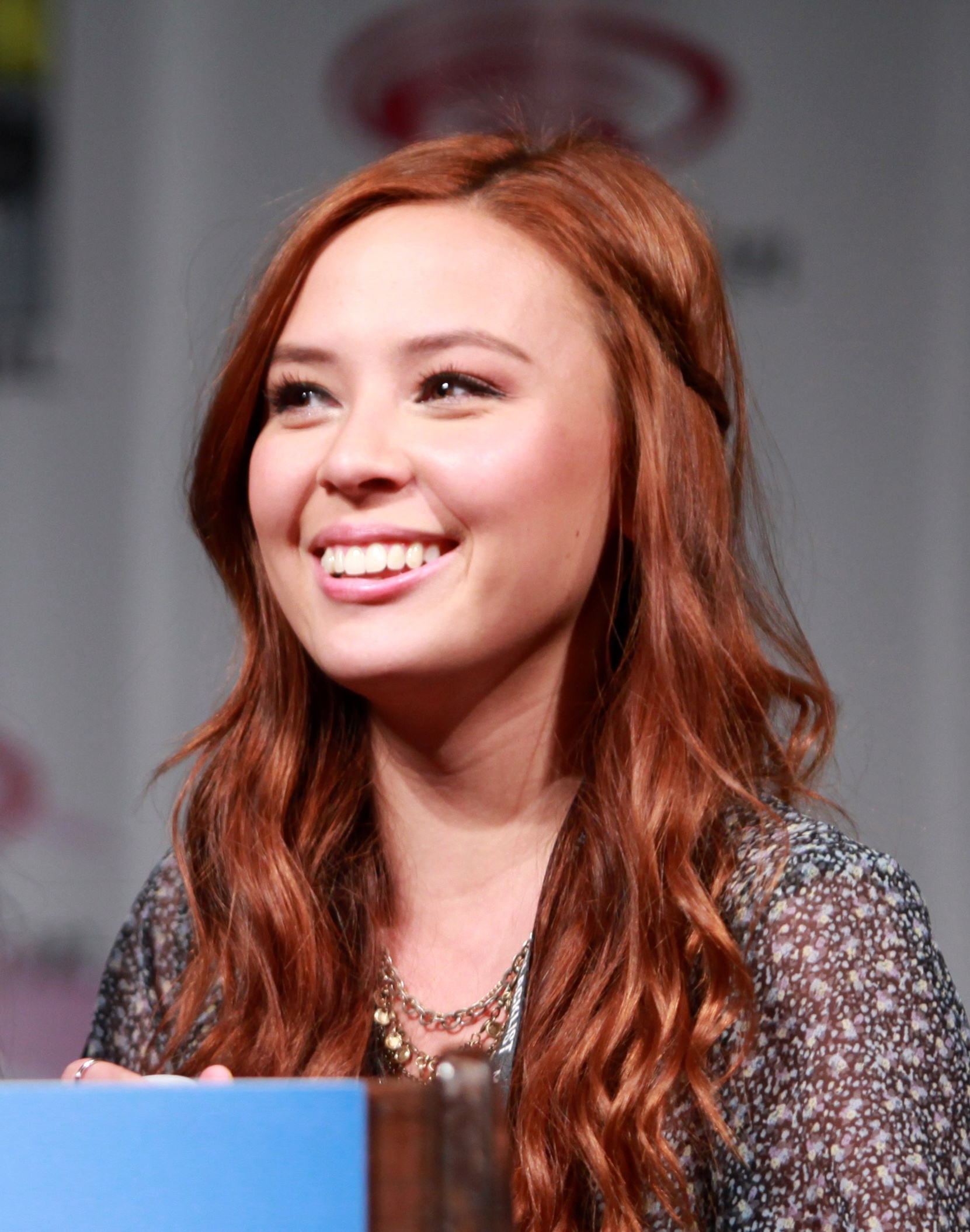
Malese Jow (* 1991)

- Jow, Satang (* 1943), gambische Politikerin

### Jowe
- Jowell, Tessa (1947–2018), britische Politikerin (Labour Party), Mitglied des House of Commons
- Jowers, Loyd (1926–2000), US-amerikanischer Gastronom
- Jowers, Ron (* 1931), britischer Radrennfahrer
- Jowett, Benjamin (1817–1893), englischer Theologe und Philologe
- Jowett, Don (1931–2011), neuseeländischer Sprinter
- Jowett, Fred (1864–1944), britischer Politiker, Unterhausabgeordneter
- Jowett, Ken (1929–2004), britischer Radrennfahrer

### Jowi
- Jowitt, Deborah (* 1934), US-amerikanische Choreografin, Tanzkritikerin und Autorin
- Jowitt, William Jowitt, 1. Earl (1885–1957), britischer Politiker (Labour Party), Mitglied des House of Commons

### Jowk
- Jowkow, Jordan (1880–1937), bulgarischer Schriftsteller

### Jowo
- Jowow, Christo (* 1977), bulgarischer Fußballspieler

### Jows
- Jowst (* 1989), norwegischer DJ, Musikproduzent und Songwriter

### Jowt
- Jowtschew, Georgi (* 1950), bulgarischer Geistlicher, römisch-katholischer Bischof von Sofia und Plowdiw
- Jowtschew, Jordan (* 1973), bulgarischer Turner
- Jowtschew, Jowtscho (* 1991), bulgarischer Straßenradrennfahrer
- Jowtschuk, Michail Trifonowitsch (1908–1990), sowjetischer Philosoph und Parteifunktionär